# Isanthidae
Famille
Les Isanthidae sont une famille d'anémones de mer (ordre des Actiniaria).

## Liste des genres
Selon World Register of Marine Species (23 octobre 2015) :
- genre Austroneophellia Zamponi, 1978
- genre Cnidanthea
- genre Eltaninactis Dunn, 1983
- genre Isanthus Carlgren, 1938
- genre Neophellia
- genre Paraisanthus Sanamyan & Sanamyan, 1998
- genre Zaolutus Hand, 1955